# 湯けむりウォーズ〜女将になります〜
『湯けむりウォーズ〜女将になります〜 』（ゆけむりウォーズ おかみになります）は、CBCテレビの制作で2005年4月4日から5月27日までTBS系「ドラマ30」（月から金13:30 - 14:00）枠で放送された昼ドラマである。全40回。原作は作:畑嶺明・画:原なおこの漫画「湯けむりウォーズ」。

## キャスト
小川富士子
演 - 芳本美代子
小川順平
演 - 尾崎右宗
小川ゆり
演 - 中山心
河合あやめ
演 - 五十嵐めぐみ
大塚友乃
演 - 斉藤林子
北川泉
演 - 島田珠代
沢田美恵
演 - 石橋奈美
内村琴絵
演 - 占部房子
松田健二郎
演 - 武野功雄
尾崎直也
演 - 井田國彦
根本勝
演 - デビット伊東
菊池園枝
演 - 佐々木すみ江
他

## スタッフ
- 原作：畑嶺明、原なおこ（『BE・LOVE』講談社）
- 脚本：畑嶺明
- 演出：小森耕太郎、堀場正仁、西村信、松井智人
- 音楽：丸尾稔

## 主題歌
- 「茜」（作詞：東京路地裏シネマ／作曲：東京路地裏シネマ／編曲：知野芳彦）

歌：つきよみ
（コロムビアミュージックエンタテインメント・melty voiceレーベル）
【CDMSg:COCA-15700】